# Turisme
Turisme kan både omfatte rene rekreationsrejser og oplevelsesrejser. Ordet kan bruges nedsættende, især om masseturismen. Det hænger sammen med, at turisme i dag kan dyrkes af alle samfundslag, hvor den tidligere var forbeholdt de besiddende.
Mange bruger ferien på at være turister, og der er derfor udviklet en lang række ferieformer af turistindustrien.
Turismen opstod, da det blev muligt at transportere mange mennesker hurtigt over større afstande, og den har nøje sammenhæng med jernbanernes og den hurtige skibstrafiks udvikling. Turisme var i begyndelsen forbeholdt de meget velhavende, men i løbet af især sidste halvdel af det 20. århundrede har også middelklassen kunnet rejse, og det har betydet et kolossalt opsving i turistindustrien med rejsevirksomhed, hoteldrift, udflugtsarrangementer og anden afledt virksomhed.
For en turist er det et mål i sig selv at rejse og opholde sig på steder langt hjemmefra. 
Turisten kan være interesseret i den fremmede kultur og natur. Rige har altid rejst til fjerne dele af verden, ofte for at se kendte bygninger og kunstværker, lære nye sprog eller opleve andre madkulturer. Mange turister rejser for at opleve kultur og folkeliv.
Den organiserede turisme er nu en stor industri mange steder på jordkloden. En række nationale økonomier er fuldstændig afhængig af turismen. Turisme kan ses som en vigtig del af oplevelsesøkonomien og er en af de hastigst voksende. 
Forskning i turisme finder især sted inden for de humanistiske og samfundsfaglige videnskaber, som centeret for Turisme, Innovation og Kultur (TIC) ved Syddansk Universitet i Esbjerg, Forskningsenheden for turisme ved Aalborg Universitet, Center for Regional- og Turismeforskning i Nexø og Center for Oplevelsesforskning på Roskilde Universitet. 
Der tilbydes bachelor-, kandidat- eller masteruddannelser inden for turismeforvaltning, – udvikling og -forskning.

## Ordets historie
Ordet turist blev brugt på dansk før 1850 af bl.a. Heiberg og Henrik Hertz). Af Folkeforbundet (forløber for FN) blev det første gang anvendt officielt i 1937. Her blev ordet defineret som betegnelse for mennesker, der rejser uden for landets grænser i længere tid end 24 timer. Selve turistmen er langt ældre som fx the grand tour til Italien.
Turismens forudsætninger er:
- Disponibel indkomst, dvs. penge, der er til rådighed, efter at de faste omkostninger er betalt.
- Tid, dvs. fritid, som kan bruges på at rejse.
- Infrastruktur, dvs. indkvarterings- og transportmuligheder.

Ordet tour fik generel anerkendelse i det 18. århundrede, da det engelske begreb "Grand Tour of Europe" blev en del af opdragelsen/uddannelsen af engelske gentlemen. Grand Tour of Europe var afslutningen på de rige unges uddannelse. De rejste over hele Europa, men typisk til steder af kulturel eller æstetisk interesse, som Rom eller Alperne.
De største britiske kunstnere fra det 18. århundrede gennemførte også en grand tour. Det samme gjorde deres kollegaer som Claude Lorrain og de senere danske Marstrand, Købke, H.C. Andersen og Bertel Thorvaldsen. Klassisk litteratur og kunst tiltrak turister til Rom og andre italienske byer.

## Turisme som metafor
Ordet "turisme" har også fundet anvendelse som metafor for forskellige typer planlagte rejser med kritisable formål, eksempelvis velfærdsturisme, sexturisme og abortturisme. Ordet turist bruges undertiden også i sportssammenhæng om personer, der deltager i udenlandske sportsbegivenheder (f.eks. OL) uden en reel chance for god placering.

## Eksterne referencer
- Wikimedia Commons har flere filer relateret til Turisme
- Turismeforskning ved Aalborg Universitet Arkiveret 6. juni 2007 hos  Wayback Machine
- Center for Turisme, Innovation og Kultur (TIC) ved Syddansk Universitet
- Uddannelsesguide for turismeområdet Arkiveret 12. september 2007 hos  Wayback Machine
- Portal for vidensudveksling om turisme, bestyret af Midtjysk Turisme Arkiveret 4. august 2012 hos  Wayback Machine
- Innovation i turistbranchen Arkiveret 9. juli 2017 hos  Wayback Machine